# Murexia naso
Мурексія носата (Murexia naso) — вид сумчастих, родини кволових.

## Поширення
Цей вид має широке розповсюдження у Центральних Кордильєрах острова Нова Гвінея на висотах 1400—2800 м над рівнем моря. Населяє тропічний дощовий ліс, серединногірський ліс, буковий ліс, панданний ліс і моховитий ліс. Використовують як деревні так і підземні гнізда.

## Відтворення
Самиці мають до чотирьох дітей. Виділений сезон розмноження виду не притаманний.

## Загрози та охорона
Основні загрози невідомі. Вид присутній в кількох охоронних районах.